# Manihot grahamii
Manihot grahamii är en törelväxtart som beskrevs av William Jackson Hooker. Manihot grahamii ingår i släktet Manihot och familjen törelväxter. Inga underarter finns listade i Catalogue of Life.